# Nathanael Fouquet
Nathanael Fouquet es un deportista francés que compitió en piragüismo en la modalidad de eslalon. Ganó una medalla de oro en el Campeonato Mundial de Piragüismo en Eslalon de 2002 y dos medallas en el Campeonato Europeo de Piragüismo en Eslalon, plata en 2002 y bronce en 1998.

## Palmarés internacional
| Campeonato Mundial | Campeonato Mundial                   | Campeonato Mundial | Campeonato Mundial |
| Año                | Lugar                                | Medalla            | Competición        |
| ------------------ | ------------------------------------ | ------------------ | ------------------ |
| 2002               | Bourg-Saint-Maurice (Francia)        | Medalla de oro     | C2 por equipos     |
| Campeonato Europeo |                                      |                    |                    |
| Año                | Lugar                                | Medalla            | Competición        |
| 1998               | Roudnice nad Labem (República Checa) | Medalla de bronce  | C2 por equipos     |
| 2002               | Bratislava (Eslovaquia)              | Medalla de plata   | C2 por equipos     |